# Don Toliver
Калеб Закери Толивер (англ. Caleb Zackery Toliver, /ˈtɒlɪvər/ Шаблон:Respell; род. 12 июня 1994, Хьюстон, Техас), больше известен как Дон Толивер (Don Toliver) — американский рэпер и певец. В августе 2018 года он выпустил дебютный микстейп Donny Womack. Он стал известен благодаря синглу «No Idea», который стал популярен в приложении TikTok. Он участвовал в песне «Can’t Say» в альбоме Трэвиса Скотта Astroworld. Калеб также участвовал в альбоме Эминема Music to Be Murdered By в песне «No Regrets». У него также есть коллаборации с Migos, Sheck Wes, Wiz Khalifa, Kanye West, YungJosh93 и другими.

## Ранняя жизнь
Толивер родился и вырос в окрестностях Хьюстона. Он начал выпускать музыку в 2017 году, а в мае того года он выпустил совместный микстейп с американским рэпером Yungjosh93 под названием Playa Familia.

## Карьера
17 мая 2017 года вышел дебютный микстейп Калеба под названием Playa Familia. Он был выпущен совместно с американским рэпером YungJosh93.
2 августа 2018 Толивер выпустил дебютный сольный, коммерческий микстейп Donny Womack. Он был выпущен вместе с клипом на песню «Diamonds».
Трэвис Скотт выпустил свой третий студийный альбом, Astroworld, на котором Толивер участвовал в песни «Can’t Say». 6 августа Скотт сказал, что Толивер подписан на его лейбл Cactus Jack.
Толивер участвовал в альбоме Эминема под названием Music to Be Murdered By, который вышел 17 января 2020 года.
13 марта 2020 года вышел дебютный альбом Толивера Heaven or Hell. На нём присутствуют гостевые участия от Трэвиса Скотта, Kaash Paige, Quavo, Offset и Sheck Wes.
8 октября 2021 года вышел второй студийный альбом Life of a Don.

## Туры

### Участия в чужих турах
- Трэвис Скотт — Astroworld Festival 2019 (2019)[12]
- The Weeknd — After Hours Tour (2020—2021)[13]

## Дискография

### Студийные альбомы
| Название         | Детали | Высшие позиции в чартах | Высшие позиции в чартах | Высшие позиции в чартах | Высшие позиции в чартах | Высшие позиции в чартах | Высшие позиции в чартах | Высшие позиции в чартах | Высшие позиции в чартах | Высшие позиции в чартах | Высшие позиции в чартах | Сертификации       |
| Название         | Детали | US                      | US R&B/HH               | US Rap                  | AUS                     | CAN                     | DEN                     | NLD                     | NOR                     | NZ                      | UK                      | Сертификации       |
| ---------------- | --- | ----------------------- | ----------------------- | ----------------------- | ----------------------- | ----------------------- | ----------------------- | ----------------------- | ----------------------- | ----------------------- | ----------------------- | ------------------ |
| Heaven or Hell   | - Выпущен: 13 марта 2020 - Лейбл: Cactus Jack, Atlantic, We Run It - Формат: стриминг, цифровое скачивание                               | 7                       | 5                       | 4                       | 20                      | 7                       | 20                      | 31                      | 7                       | 14                      | 17                      | - RIAA: платиновый |
| Life of a Don    | - Выпущен: 8 октрября 2021 - Лейбл: Cactus Jack, Atlantic, We Run It - Формат: стриминг, цифровое скачивание                             | 2                       | 2                       | 2                       | 17                      | 6                       | 13                      | 16                      | 9                       | 13                      | 26                      |                    |
| Love Sick        | - Выпущен: 24 февраля 2023 - Лейбл: Cactus Jack, Atlantic - Формат: стриминг, цифровое скачивание, компакт-диск, долгоиграющая пластинка | 8                       | 4                       | 3                       | 61                      | 10                      | —                       | 40                      | —                       | 28                      | 36                      |                    |
| Hardstone Psycho | Выпущен: 14 июня 2024 Лейбл:Cactus Jack, Atlantic Records Формат: стриминг, цифровое скачивание                                          | 3                       | 1                       |                         | 16                      | 7                       | 19                      | 14                      | 7                       | 6                       | 27                      |                    |

### Совместные альбомы
| Название                                           | Детали |
| -------------------------------------------------- | --- |
| JackBoys (совместно с JackBoys и Трэвисом Скоттом) | - Выпущен: 27 декабря 2019 - Лейбл: Cactus Jack, Epic - Форматы: CD, LP, кассеты, цифровая загрузка, стриминг |

### Микстейпы
| Название                               | Детали                                                                                          |
| -------------------------------------- | ----------------------------------------------------------------------------------------------- |
| Playa Familia (совместно с YungJosh93) | - Выпущен: 17 мая 2017 - Лейбл: Вне лейбла - Формат: Цифровая загрузка                          |
| Donny Womack                           | - Выпущен: 2 августа 2018 - Лейбл: Cactus Jack, Atlantic, We Run It - Формат: Цифровая загрузка |

### Синглы

#### В качестве ведущего исполнителя
| «I Gotta»                                           | 2017 | —  | —  | —  | —  | —  | —  | —  | —  | —  | Внеальбомный сингл        |                                     |                        |
| «Diva»                                              | 2017 | —  | —  | —  | —  | —  | —  | —  | —  | —  | Donny Womack              |                                     |                        |
| «Make Sumn»                                         | 2018 | —  | —  | —  | —  | —  | —  | —  | —  | —  | Внеальбомный сингл        |                                     |                        |
| «Situation»                                         | 2018 | —  | —  | —  | —  | —  | —  | —  | —  | —  | Внеальбомный сингл        |                                     |                        |
| «Backend»                                           | 2018 | —  | —  | —  | —  | —  | —  | —  | —  | —  | Donny Womack              |                                     |                        |
| «Holdin' Steel» (при участии Dice Soho)             | 2018 | —  | —  | —  | —  | —  | —  | —  | —  | —  | Donny Womack              |                                     |                        |
| «Run Up»                                            | 2018 | —  | —  | —  | —  | —  | —  | —  | —  | —  | Donny Womack              |                                     |                        |
| «Best You Had»                                      | 2019 | —  | —  | —  | —  | —  | —  | —  | —  | —  | Внеальбомный сингл        |                                     |                        |
| «Back Up» (при участии Wiz Khalifa)                 | 2019 | —  | —  | —  | —  | —  | —  | —  | —  | —  | Внеальбомный сингл        |                                     |                        |
| «No Idea»                                           | 2019 | 43 | 43 | 19 | 52 | 87 | 32 | 87 | 41 | 39 | Heaven or Hell            |                                     |                        |
| «Can’t Feel My Legs»                                | 2019 | —  | —  | —  | —  | —  | —  | —  | —  | —  | Heaven or Hell            |                                     |                        |
| «Had Enough» (при участии Quavo и Offset)           | 2019 | 52 | —  | 42 | —  | —  | —  | —  | 44 | 60 | JackBoys и Heaven Or Hell |                                     |                        |
| «De La Hoya» (совместно с Gianni)                   | 2020 | —  | —  | —  | —  | —  | —  | —  | —  | —  | —                         |                                     | Внеальбомный сингл     |
| «After Party»                                       | 2020 | 57 | 23 | 34 | 35 | 24 | —  | 38 | —  | —  | 47                        | - RIAA: Платиновый - MC: Платиновый | Heaven or Hell         |
| «Cafeteria» (совместно с Chase B при участии Gunna) | 2020 | —  | —  | —  | —  | —  | —  | —  | —  | —  | —                         |                                     | Escapism               |
| «Clap»                                              | 2020 | —  | —  | —  | —  | —  | —  | —  | —  | —  | —                         |                                     | Road to Fast 9 Mixtape |
| «Mystery Lady» (совместно с Masego)                 | 2020 | —  | —  | —  | —  | —  | —  | —  | —  | —  | —                         |                                     | Studying Abroad        |
| «What You Need»                                     | 2021 | —  | —  | —  | —  | —  | —  | —  | —  | —  | —                         |                                     | TBA                    |

### Другие песни с чартов
| Название                                                        | Год  | Высшая позиция в чартах | Высшая позиция в чартах | Высшая позиция в чартах | Альбом                  |
| Название                                                        | Год  | US                      | CAN                     | NZ Hot                  | Альбом                  |
| --------------------------------------------------------------- | ---- | ----------------------- | ----------------------- | ----------------------- | ----------------------- |
| «What to Do?» (JackBoys и Трэвис Скотт при участии Don Toliver) | 2019 | 56                      | 38                      | —                       | JackBoys                |
| «No Regrets» (Эминем при участии Don Toliver)                   | 2020 | 84                      | 53                      | —                       | Music to Be Murdered By |
| «Euphoria» (при участии Трэвиса Скотта и Kaash Paige)           | 2020 | —                       | —                       | 15                      | Heaven or Hell          |
| «Cardigan»                                                      | 2020 | —                       | —                       | 12                      | Heaven or Hell          |
| «After Party»                                                   | 2020 | —                       | —                       | 17                      | Heaven or Hell          |
| «Wasted»                                                        | 2020 | —                       | —                       | 30                      | Heaven or Hell          |

### Гостевое участие
| Название     | Год  | Другие исполнители | Альбом                  |
| ------------ | ---- | ------------------ | ----------------------- |
| «Can’t Say»  | 2018 | Трэвис Скотт       | Astroworld              |
| «No Regrets» | 2020 | Эминем             | Music to Be Murdered By |

### Комментарии
1. ↑  «Had Enough» не попал в чарт Swedish Singellista Chart, но достиг номера 14 в чарте Swedish Heatseeker.[43]
2. ↑  «After Party» не попал в чарт Swedish Singellista Chart, но достиг 15 номера Swedish Heatseeker Chart[46].
3. ↑  «Cafeteria» не попал в чарт US Billboard Hot 100, но достиг 31 номера в Digital Songs[48].
4. ↑  «What You Need» не попал в чарт NZ Top 40 Singles Chart, но достиг 26 номера в NZ Hot Singles Chart[51].